# Rogozinino (obwód wołogodzki)
Rogozinino (ros. Рогозинино) – wieś w Rosji, w rejonie wielikoustidzkim obwodu wołogodzkiego. W 2010 r. liczyła 29 mieszkańców.